# Nova Volearka, Bârzula
Nova Volearka (în ucraineană Нова Волярка) este un sat în comuna Ocna din raionul Bârzula, regiunea Odesa, Ucraina.

## Demografie
Componența lingvistică a localității Nova Volearka
     Ucraineană (66,67%)
     Română (33,33%)
Conform recensământului din 2001, majoritatea populației localității Nova Volearka era vorbitoare de ucraineană (66,67%), existând în minoritate și vorbitori de română (33,33%).